# Distretto di Jur"ïvka
Il distretto di Jur"ïvka (in ucraino Юр'ївський район?, Jur"ïvs'kij rajon) era un distretto dell'Ucraina, situato nell'oblast' di Dnipropetrovs'k. Il suo capoluogo era Jur"ïvka.
È stato soppresso con la riforma amministrativa del 2020.